# Xenaleyrodes
Xenaleyrodes is een geslacht van halfvleugeligen (Hemiptera) uit de familie witte vliegen (Aleyrodidae), onderfamilie Aleyrodinae.
De wetenschappelijke naam van dit geslacht is voor het eerst geldig gepubliceerd door Takahashi in 1936. De typesoort is Xenaleyrodes artocarpi.

## Soorten
Xenaleyrodes omvat de volgende soorten:
- Xenaleyrodes artocarpi Takahashi, 1936
- Xenaleyrodes broughae Martin, 1985
- Xenaleyrodes eucalypti (Dumbleton, 1956)
- Xenaleyrodes fauceregius Martin, 1999
- Xenaleyrodes irianicus Martin, 1985
- Xenaleyrodes timonii Martin, 1985